# Kazimierz Czarnowski
Kazimierz Czarnowski (ur. 1917, zm. 2001) – polski inżynier budownictwa, absolwent Politechniki Warszawskiej z 1946 i architekt, absolwent Wieczorowej Szkoły Inżynierskiej we Wrocławiu. Od 1978 roku profesor na Wydziale  Budownictwa Lądowego Politechniki Wrocławskiej.